# Le Grand Sabordage
Pour plus de détails, voir Fiche technique et Distribution.
Le Grand Sabordage est un film franco-québécois réalisé en 1971 par Alain Périsson, sorti en 1973.

## Fiche technique
- Titre : Le Grand Sabordage
- Réalisation : Alain Périsson
- Assistant réalisateur : Bernard Queysanne
- Scénario : Thierry Joly, Alain Périsson et Alain Viguier, d'après le roman Le Nez qui voque de Réjean Ducharme
- Photographie : Jean-Jacques Renon
- Musique : Titanic, Derry Hall
- Montage : Marie-France Huraut et Geneviève Vaury
- Sociétés de production : Dovidis - Marianne Productions
- Pays d'origine :  France -  Canada
- Durée : 86 minutes
- Date de sortie : France, 21 juin 1973

## Distribution
- Nathalie Drivet : Chateaugué
- Pascal Bressy : Mille Milles
- Luce Guilbeault : Questa
- Frédérique Cantrel : La logeuse
- Bernard Gosselin : le garçon
- Jean Dansereau : le patron du restaurant

## Sélection
- 1973 : Festival du Touquet[1]